# Ultima III
Ultima III: Exodus o Exodus: Ultima III è il terzo videogioco della serie di Ultima (quarto se consideriamo Akalabeth: World of Doom).  Pubblicato nel 1983, è stato il primo Ultima pubblicato dalla neonata Origin Systems. Ebbe una immensa influenza sullo sviluppo della tradizione sia Americana che Giapponese di videogiochi di ruolo, ed è considerato uno dei più influenti videogiochi mai creati.
La storia di Exodus è incentrata su una missione, nuovamente a Sosaria, per distruggere ciò che resta dello stregone Mondain e di Minax. Exodus contiene una grafica rivoluzionaria per i suoi tempi, essendo il primo videogioco di ruolo contenente personaggi animati. 

## Trama
Il nome deriva dalla creatura più potente del gioco: Exodus, una creazione demoniaca di Minax e Mondain che verrà descritto come un essere né umano, né meccanico. All'inizio del gioco, Exodus sta terrorizzando le terre di Sosaria dal suo quartier generale sull'Isola del Fuoco (La "Fire Island" in Ultima Online). Il personaggio giocatore è evocato da Lord British per sconfiggere Exodus e inizia un'avventura che lo porterà nelle terre perdute di Ambrosia, alle profondità dei dungeon di Sosaria alla ricerca del misterioso Signore del Tempo, e finalmente nella stessa Isola del Fuoco per affrontare Exodus. Il gioco termina con la sconfitta di Exodus, che però non può essere semplicemente ucciso in battaglia, ma solo attraverso la soluzione di enigmi e facendo attenzione ai vari indizi sparsi per il gioco.
Il gioco finisce con il messaggio "REPORT THY VICTORY!": chiamando la Origin e riportando il codice ottenuto alla vittoria, sarebbe stato spedito al vincitore un certificato firmato da Richard Garriott.
Nonostante questo sia l'ultimo gioco ambientato nell'Antica Sosaria, le terre del gioco quali Ambrosia e l'isola del fuoco fanno delle apparizioni in altri giochi della serie, ad esempio Ultima VII.

## Modalità di gioco
Mentre nei precedenti giochi di Ultima il giocatore esplora dei dungeon generati casualmente (Ultima I) o irrilevanti ai fini della trama (Ultima II) renderizzati in wireframe, i dungeon di Exodus hanno una apparenza solida in 3D, sono integrati nella trama del gioco, e rimangono invariati. I riferimenti futuristici sono largamente (ma non completamente) rimossi; non ci sono inoltre aree della mappa che non servono ai fini del gioco. Inoltre, Exodus differisce dai giochi precedenti in quanto il giocatore può guidare le azioni di un party di più personaggi e non di uno solo.
I giocatori combattono con i mostri in schermate differenti da quelle in cui si esplora la mappa, dove il giocatore deve comprendere l'uso di armi complesse e sistemi magici e utilizzare tattiche rudimentali di battaglia al fine di battere ogni avversario, esattamente l'opposto del sistema dei due giochi precedenti, nel quale appaiono semplicemente delle informazioni sotto forma di testo sulla mappa principale finché il nemico non sia stato sconfitto.